# Липштадт, Дебора
Де́бора Э́стер Ли́пштадт (англ. Deborah Esther Lipstadt; род. 18 марта 1947, Нью-Йорк, США) — американский историк, исследователь Холокоста. С 2022 по 2025 год работала специальным посланником США по мониторингу и борьбе с антисемитизмом.

## Биография
Дебора Липштадт родилась 18 марта 1947 года в семье еврейских эмигрантов из нацистской Германии и выросла в Нью-Йорке.
В 1969 году получила бакалавра гуманитарных наук по американской истории в Городском колледже Нью-Йорка, в 1972 году в Брандейском университете получила степень магистра гуманитарных наук, а в 1977 году там же доктора философии по ближневосточным исследованиям и иудаике.
В 1974—1979 годах преподавала в Вашингтонском университете.
До 1985 года была ассистент-профессором в Калифорнийском университете в Лос-Анджелесе.
В 1985—1987 годах — директор Института Брайдейса — Бардина.
Работала научным сотрудником Международного центра Видала Сассуна по изучению антисемитизма при Еврейском университете в Иерусалиме.
В 1993 году стала ассистент-профессором религии в Университете Эмори в Атланте. В настоящее время — профессор Института новейшей еврейской истории и изучения Холокоста Университета Эмори.
Является председателем академического комитета Американского мемориального музея Холокоста. В 1994 году президент США Билл Клинтон назначил Дебору Липштадт в американский «Совет памяти жертв Холокоста», где она проработала два срока.

## Профессиональная деятельность
Профессор Липштадт известна тем, что ведёт научную полемику с отрицателями Холокоста. В 1993 году она издала книгу «Denying the Holocaust: The Growing Assault on Truth and Memory», посвящённую этой проблеме.
Однако, несмотря на постоянную борьбу с отрицателями Холокоста, Дебора Липштадт не поддерживает запрет на высказывания, отрицающие Холокост, либо наказание за них.
«Я сторонница такой неприятной мелочи, как свобода слова, и меня очень беспокоит, когда правительства её ограничивают».
В феврале 2007 года Липштадт использовала неологизм «мягкое отрицание» на ежегодном благотворительном банкете Сионистского объединения в Лондоне. Говоря о книге Джимми Картера «Палестина: мир, а не апартеид», она заявила:
«Когда бывший президент Соединённых Штатов пишет книгу по израильско-палестинскому кризису и помещает хронологическую таблицу в начале книги, чтобы способствовать пониманию ситуации, и в этой хронологии не вносит ничего существенного между 1939 и 1947 годами, то это мягкое отрицание».
В дальнейшем Липштадт использовала данный термин для связи отрицания Холокоста с теми, кто признаёт само событие в целом, однако пытается преуменьшить его масштабы и уникальность путём умолчания существенных аспектов или некорректных сравнений с другими событиями.

### Суд с Дэвидом Ирвингом
В 1996 году писатель Дэвид Ирвинг, которому была посвящена часть книги «Denying the Holocaust: The Growing Assault on Truth and Memory», подал иск в британский суд на Дебору Липштадт и издательство «Penguin Books» с обвинением в клевете и нанесении ущерба своей научной и деловой репутации.
Суд вызвал большое внимание общественности, причём не только в Великобритании. Дело продолжалось несколько лет. Поскольку британские законы возлагают бремя доказательств на ответчика, Липштадт и издательству пришлось
убеждать суд в своей правоте. Они сумели с помощью ряда ведущих экспертов по истории Третьего рейха доказать, что Ирвинг манипулировал документами, подтасовывал исторические факты и мотивом к этому служили его антисемитские убеждения.
На этом суде впервые в истории были публично оглашены выдержки из ранее не публиковавшихся дневников нацистского преступника Адольфа Эйхмана.
11 апреля 2000 года судья Грей огласил 333-страничный вердикт. Ирвинг был официально признан антисемитом, расистом и апологетом Гитлера. Все исковые требования Ирвинга были признаны несостоятельными, он получил постановление оплатить 3,2 млн фунтов в качестве компенсации судебных издержек.

## Политика
По просьбе президента Джорджа Буша Дебора Липштадт представляла Соединённые Штаты на мероприятии, посвящённом 60-летию освобождения Аушвица. В июне 2007 года Джордж Буш включил её в состав делегации США на конференцию ОБСЕ по противодействию нетерпимости и антисемитизму.

## Научные труды
- Lipstadt D. Beyond Belief: The American Press and the Coming of the Holocaust 1933—1945. 1993. ISBN 0-02-919161-0. (англ.)
- Lipstadt D. Denying the Holocaust: The Growing Assault on Truth and Memory. — Penguin Books, 2004. — ISBN 978-0-14-024157-0.
- Lipstadt D. History on Trial: My Day in Court with David Irving. 2005. ISBN 0-06-059376-8. (англ.)
- Lipstadt D. Antisemitism: Here and Now. — Schocken Books, 2019. — ISBN 978-0-8052-4337-6.

## Киновоплощения
- Рэйчел Вайс в фильме «Отрицание», Великобритания — США, 2016 год.